# 小山ウラ
小山 ウラ（こやま ウラ、1890年（明治23年）8月30日 - 2005年（平成17年）4月5日）は、長寿日本一だった女性。
1890年、広島県生まれ。兵庫県西宮市に在住していたが、1977年に孫との同居のため飯塚市に移住した。
趣味が多く、百歳を過ぎても新聞を隅々まで読み、洗濯もしていた。1995年時点でも家事を手伝うほどの元気ぶりを見せていた。趣味はちぎり絵と舞踊という。2003年11月13日に川手ミトヨが死去したことに伴い、113歳75日で長寿日本一となった。
110歳頃より足腰が弱ったため入院していたが、食欲は旺盛。体調がいい時には、手足を動かすなどリハビリも行っていた。114歳時点では耳が遠いため、筆談でコミュニケーションをとっていた。
2005年1月ごろより肺炎を患っており、一時は回復していたが、2005年4月5日、肺炎のため福岡県飯塚市の病院で死去。114歳218日没。長寿日本一は皆川ヨ子となった。

## 人物
- 100歳のころまで歯が全部そろっており、偏食、大食をせずに節制に努めていた[4]。

- 謡、写経、三味線、ちぎり絵と趣味が多く、歌舞伎や浄瑠璃、大相撲のテレビ観戦も好んだ。謡と写経は110歳を過ぎても続けていた[4]。